# Amajak Nazarietian
Amajak Markarowicz Nazarietian (ros. Амаяк Маркарович Назаретян, ur. 29 listopada 1889 w Tbilisi, zm. 30 października 1937) – radziecki działacz partyjny.

## Życiorys
Urodził się w ormiańskiej rodzinie kupieckiej. W 1905 wstąpił do SDPRR, 1909-1911 studiował na Wydziale Prawnym Uniwersytetu Petersburskiego (nie ukończył), 1911 został aresztowany i skazany na zesłanie do Tbilisi, wyemigrował do Szwajcarii, 1913 wrócił do Rosji. W latach 1917–1918 był członkiem Tbiliskiego Komitetu SDPRR(b) i jednocześnie od października 1917 do 1918 członkiem Kaukaskiego Krajowego Komitetu SDPRR(b), od czerwca 1918 do lutego 1919 ludowym komisarzem pracy Terskiej Republiki Radzieckiej i zastępcą przewodniczącego Rady Komisarzy Ludowych tej republiki i od października 1918 członkiem Terskiej Obwodowej Komisji Mobilizacyjnej Rady Obrony Północnego Kaukazu. W 1919 został sekretarzem Kaukaskiego Krajowego Komitetu RKP(b), od 25 maja 1920 do 21 marca 1921 członkiem Kaukaskiego Biura KC RKP(b), od 3 sierpnia 1920 członkiem Prezydium Kaukaskiego Biura KC RKP(b), a w 1921 ludowym komisarzem sprawiedliwości Komitetu Rewolucyjnego Gruzji, ludowym komisarzem finansów Komitetu Rewolucyjnego Gruzji i sekretarzem KC Komunistycznej Partii (bolszewików) Gruzji. Od 22 sierpnia 1921 do 18 lutego 1922 był członkiem Kaukaskiego Biura KC RKP(b), od 3 listopada 1921 do 18 lutego 1922 sekretarzem odpowiedzialnym tego biura, od marca 1922 do grudnia 1923 kierownikiem Biura Sekretariatu KC RKP(b), a od grudnia 1923 do 1924 kierownikiem Działu Partyjnego Redakcji "Prawdy". Od 1924 do 12 stycznia 1928 do był II sekretarzem Zakaukaskiego Krajowego Komitetu RKP(b)/WKP(b), od maja 1924 do czerwca 1927 przewodniczącym Zakaukaskiej Krajowej Komisji Kontrolnej RKP(b)/WKP(b) i jednocześnie od 1924 do 9 czerwca 1927 ludowym komisarzem inspekcji robotniczo-chłopskiej ZFSRR, a od 31 maja 1924 do 26 stycznia 1934 członkiem Centralnej Komisji Kontrolnej RKP(b)/WKP(b). Od 2 czerwca 1924 do 18 grudnia 1925 był zastępcą członka, a od 1 stycznia 1926 do 26 stycznia 1934 członkiem Prezydium Centralnej Komisji Kontrolnej RKP(b)/WKP(b), od stycznia 1928 do maja 1930 przewodniczącym Zakaukaskiej Krajowej Komisji Kontrolnej WKP(b) i jednocześnie ponownie ludowym komisarzem inspekcji robotniczo-chłopskiej ZFSRR, a od maja 1930 do listopada 1931 przewodniczącym Uralskiej Obwodowej Komisji Kontrolnej WKP(b). Od listopada 1931 do lutego 1934 był członkiem Kolegium Ludowego Komisariatu Inspekcji Robotniczo-Chłopskiej ZSRR, od 11 lutego 1934 do 27 czerwca 1937 członkiem Komisji Kontroli Radzieckiej przy Radzie Komisarzy Ludowych ZSRR i jednocześnie kierownikiem Grupy Administracyjnej Komisji Kontroli Radzieckiej przy Radzie Komisarzy Ludowych ZSRR i członkiem Biura tej komisji.
27 czerwca 1937 został aresztowany, 29 października 1937 skazany na śmierć przez Wojskowe Kolegium Sądu Najwyższego ZSRR pod zarzutem udziału w kontrrewolucyjnej organizacji terrorystycznej i następnego dnia rozstrzelany. 22 lutego 1956 pośmiertnie zrehabilitowany.